# Тикер

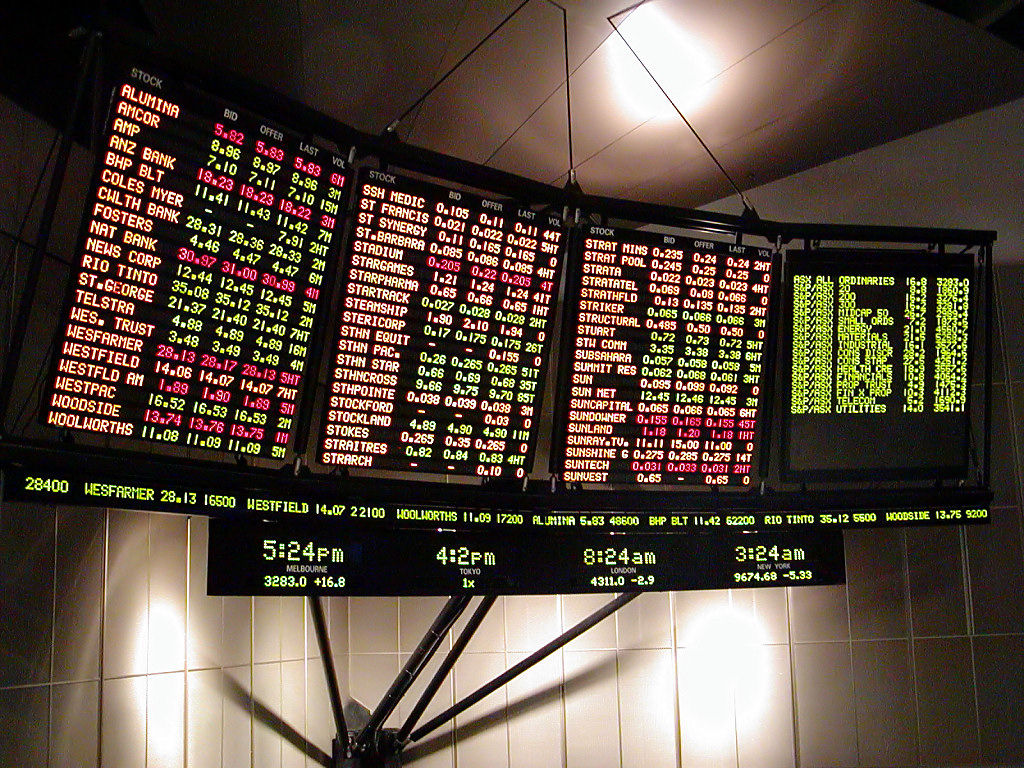
Тикерний монітор

Ти́кер, тикерна назва (англ. ticker symbol) — коротка назва котируваних інструментів (акцій, облігацій, індексів) в біржовій інформації. Є унікальним ідентифікатором в межах однієї біржі або інформаційної системи. Використовується для того, щоб постійно не друкувати в звітах та новинах повне найменування цінних паперів або інших об'єктів торгівлі.
Коротка назва зазвичай має від одного до шести символів і привласнюється цінному паперу при його включенні до лістингу. Традиційно тикери позначають великими літерами латинського алфавіту. Можуть використовуватись абревіатури (International Business Machines — IBM) або скорочені чи зменшені назви (Microsoft — MSFT, Укрнафта — UNAF). На азійських біржах дуже часто вживають цифрові та літерно-цифрові тікери, адаптовані для міжнародних інформаційних систем. Наприклад, тікер компанії Toshiba на Токійській фондовій біржі — 6502.
Деякі компанії мають кілька різних тикерів, що використовуються на різних біржах. Наприклад, Anheuser-Busch InBev на біржі NYSE має тикер BUD, а на біржі Euronext Brussels — ABI.
Термін тикер походить від назви спеціалізованого телеграфу (тикерного апарата), що використовувався для оперативної передачі біржової інформації.

## Історія біржових назв

### Україна
Поряд з терміном тикер на українських біржах використовують термін код: торговий код, код цінного паперу, код інструменту, код акції. Така термінологія носить двоїстий характер, тому що зараз цінні папери одержують міжнародний ідентифікаційний код цінного паперу, який став обов'язковим реквізитом і однозначним ідентифікатором, але який не використовують при публікації біржової інформації.

### Росія
На Московській біржі акції компаній мають різні тикери залежно від системи, в якій відбувається торгівля. Наприклад акції Сбербанку Росії мають тікер SBER для класичного ринку та SBERG для біржового ринку.

### Велика Британія
У Великій Британії, до 1996 р. біржові скорочення називали «EPIC», по абревіатурі інформаційної системи (англ. Exchange Price Information Computer) на Лондонській фондовій біржі. Після перейменування в 1996 році система отримала нову абревіатуру TIDM (англ. Tradable Instrument Display Mnemonics), але й зараз її часто називають EPIC. Акції також ідентифікуються по номеру (англ. Stock Exchange Daily Official List, SEDOL).

### США
В США зазвичай використовується термін англ. Stock Symbol (біржова назва).
Спочатку одна компанія могла мати багато біржових назв, які присвоювали різні торгові системи. Сучасні біржові тікери унікальні для кожної компанії і представлені тільки літерами. Основу цієї системи розробила компанія Standard & Poor's (S&P). Це стало початком формування відповідного національного стандарту.
Традиційно, довжина тікерів на Нью-Йоркській фондовій біржі (NYSE) — 1—3 літери, на NASDAQ і Over-the-Counter Bulletin Board (OTCBB) — 4 літери, на інших біржах США — 2—3 літери. Тікери більшої довжини зв'язані з базовим і означають модифікацію. У цьому випадку доповнення має стандартизований вигляд (суфікс) і містить додаткову інформацію. На NASDAQ і OTCBB це п'ятий додатковий символ, на NYSE — символ після крапки. 10 липня 2007 року комісія з цінних паперів і бірж США ухвалила рішення послабити наявні правила і дозволити компаніям зберігати трилітерні тикери при переході з NYSE і АМЕХ на NASDAQ. Це рішення не поширюється на одно- і дволітерні біржові символи, а також не дозволяє реєструвати на NASDAQ нові трилітерні тикери, що не мігрують з інших бірж
Біржові назви привілейованих акцій (англ. preferred stock) не стандартизовані і можуть відрізнятися в різних торгових системах

#### Примітні тикери
Деякі компанії використовують як тікер торгову марку своєї продукції. Наприклад Sun Microsystems з 27 серпня 2007 року мала тікер JAVA (на честь створеної компанією мови програмування Java), а пивоварна компанія Anheuser-Busch InBev має тикер BUD (її головний бренд) на біржі NYSE. У компанії Genentech був тікер DNA (ДНК) — об'єкт її досліджень. Компанія Steinway Musical Instruments використовувала тікер LVB, що розшифровують, як Ludwig van Beethoven (Людвіг ван Бетховен) — на честь великого композитора і піаніста.
Тикером може бути фонетично співзвучна літерна комбінація. До злиття з Mobil Oil у компанії Exxon був тікер XON (читається эксон), а після злиття — ХОМ. Авіакомпанія Southwest Airlines вибрала тикер LUV (лав), співзвучний назві аеропорту реєстрації компанії — Лав-Филд недалеко від Далласа, а також англійському слову любов (англ. love).
Тикер компанії AT&T (у минулому монополіста в області телефонного зв'язку, з яким на Уолл-стріт асоційоване слово telephone — телефон) — єдина літера T.

#### Однолітерні тикери
Історично, першими стали використовувати короткі найменування телеграфні оператори ще в XIX ст., щоб з більшою швидкістю передавати інформацію. Однолітерні скорочення закріпилися за компаніями, акції яких найбільше часто перепродувались. Тоді це були здебільшого залізничні компанії
У даний час однобуквені тікери привласнені наступним компаніям:
- A: Agilent Technologies
- B: Barnes Group
- C: Citigroup
- D: Dominion Resources
- E: Eni S.p.A
- F: Ford Motor Company
- G: Genpact
- K: Kellogg
- M: Macy's, Inc.
- O: Realty Income Corporation
- Q: Qwest Communications International Inc.
- R: Ryder System Inc.
- S: Sprint Nextel
- T: AT&T
- V: Visa Inc.
- X: United States Steel
- Y: Alleghany Corporation
- Z: Тестовий тікер (NASD TEST SYMBOL)